# Цоллингер, Генрих
Ге́нрих Цо́ллингер (нем. Heinrich Zollinger, 22 марта 1818 — 19 мая 1859) — швейцарский ботаник, миколог и естествоиспытатель (натуралист).

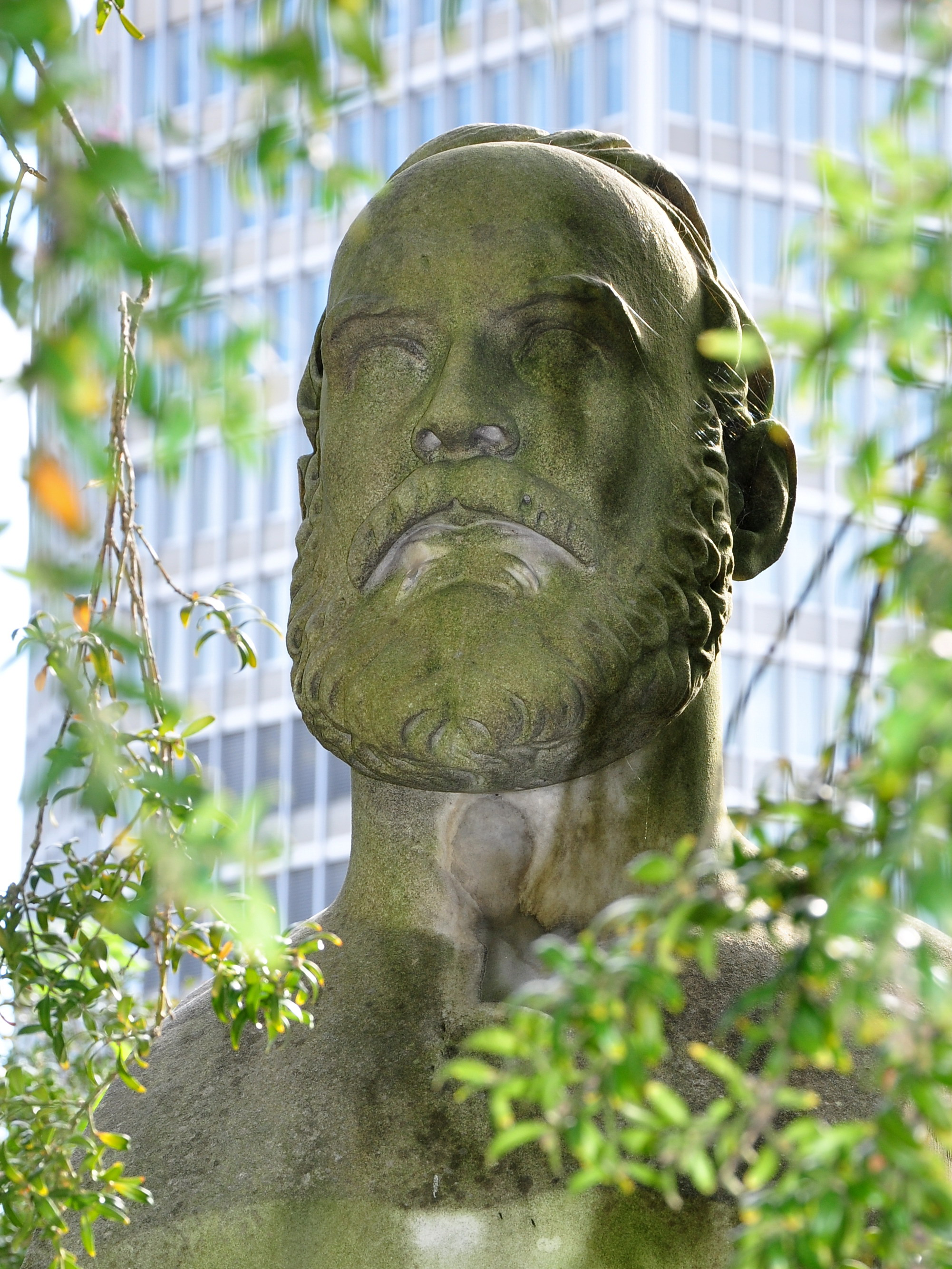
Бюст Генриха Цоллингера в Ботаническом саду Цюриха

## Биография
Генрих Цоллингер родился в Фойерталене 22 марта 1818 года.
Уже в детском возрасте он был слаб телом, но обладал необычайно живым духом. Родственники не оценили его превосходный талант и стремились принудительно подавлять его желание получить более высокое умственное развитие. Он бежал от них и отправился к родственнику, который отправил его на кантональный семинар учителей Цюриха.
Его главным учителем был известный ботаник Декандоль, с которым он оставался в тесной дружбе до своей смерти.
Генрих Цоллингер умер от тяжёлой болезни печени 19 мая 1859 года в возрасте 41 года, оставив жену и нескольких детей.
В честь Цоллингера назван вид грибов Clavaria zollingeri Lév., 1846 (Клавария бледно-бурая).

## Научная деятельность
Генрих Цоллингер специализировался на папоротниковидных, водорослях, семенных растениях и на микологии.

## Научные работы
- Heinrich Zollinger: Reise durch Ostjava. In: Frorieps Fortschritte der Geographie und Naturgeschichte, Nr. 47, 1847.
- Systematisches Verzeichnis der im Indischen Archipel in den Jahren 1842 bis 1848 gesammelten, sowie der aus Japan empfangenen Pflanzen. Zürich 1854—1855.
- Über Pflanzenphysiognomik im Allgemeinen und diejenige der Insel Java insbesondere. Zürich, 1855.
- Besteigung des Vulkans Tambora auf der Insel Sumbawa und Schilderung der Erupzion desselben im Jahre 1815, Winterthur 1855.